# Badminton-Bundesliga 1986/87
Die Badminton-Bundesligasaison 1986/87 bestand aus 14 Spieltagen im Modus „Jeder gegen jeden“ mit Hin- und Rückspiel. Meister wurde der TV Mainz-Zahlbach.

## Endstand
| Platz | Verein | Spiele | Punkte | Spielpunkte |
| ----- | --- | ------ | ------ | ----------- |
| 1.    | TV Mainz-Zahlbach (Thomas Künstler, Jürgen Gebhardt, Stefan Frey, Matthias Klein, Olaf Rosenow, Mechtild Hagemann, Cathrin Hoppe)                              | 14     | 23:05  |             |
| 2.    | SV Fortuna Regensburg (Gerhard Treitinger, Klaus Treitinger, Wolfgang Heyer, Michael Horneber, Markus Keck, Birgit Schilling, Anne-Katrin Seid)                | 14     | 19:09  |             |
| 3.    | TTC Brauweiler 1948 (Guido Schänzler, Markus Türnich, Stephan Kuhl, Robert Neumann, Wolfgang Bochow, Petra Dieris-Wierichs, Kirsten Schmieder, Karin Schäfers) | 14     | 17:11  |             |
| 4.    | 1. DBC Bonn | 14     | 16:12  |             |
| 5.    | TuS Wiebelskirchen | 14     | 16:12  |             |
| 6.    | FC Bayer 05 Uerdingen | 14     | 15:13  |             |
| 7.    | FC Langenfeld | 14     | 04:24  |             |
| 8.    | SG Siemens Erlangen (N) | 14     | 02:26  |             |